# BFC Viktoria 1889
BFC Viktoria 1889 var en sportklubb i Tempelhof i Berlin. Klubben, som grundades den 6 juni 1889, bedrev cricket, fotboll, och rugby, och var med och bildade tyska fotbollsförbundet år 1900. Den 1 juli 2013 gick klubben samman med LFC Berlin och bildade FC Viktoria 1889 Berlin.

## Meriter

### Fotboll
- Tyska mästare (3):
  - Etta 1893–94 (inofficiellt),[1] 1907–08, 1910–11
  - Tvåa 1906–07, 1908–09
- Brandenburgmästare (16):
  - Etta 1893, 1894, 1895, 1896, 1897, 1902, 1907, 1908, 1909, 1911, 1913, 1916, 1919, 1934, 1955, 1956
- Berliner Landespokal (6):
  - Etta 1907, 1908, 1909, 1926, 1927, 1953
  - Tvåa 1929

### Cricket
- Tyska mästare (herrar) (21):
  - Etta 1896, 1897, 1898, 1899, 1909, 1914, 1915, 1916, 1918, 1921, 1922, 1923, 1925,  1952, 1953, 1954, 1955, 1956, 1957, 1958, 1959
- Tyska mästare (damer) (1):
  - Etta 2006

### Fotnoter
1. ↑  turneringen anordnades av "Deutscher Fussball- und Cricket-Bund".